# Lobelia knoblochii
Lobelia knoblochii är en klockväxtart som beskrevs av Tina J. Ayers. Lobelia knoblochii ingår i släktet lobelior, och familjen klockväxter. Inga underarter finns listade i Catalogue of Life.